# Épieds, Eure
Épieds là một xã thuộc tỉnh Eure trong vùng Normandie miền bắc nước Pháp.